# Teorias da conspiração envolvendo o Papa João Paulo I
O Papa João Paulo I morreu em 28 de setembro de 1978 apenas 33 dias após a sua eleição para o papado. A brevidade de seu pontificado e as contradições, erros e imprecisões na versão do Vaticano sobre esta suscitam até hoje especulações a respeito de que teria sido vítima de uma conspiração. Apesar da falta de provas e conclusões, há muita fantasia na hipótese de que o Papa tenha sido envenenado durante a noite.

## Fundamentação

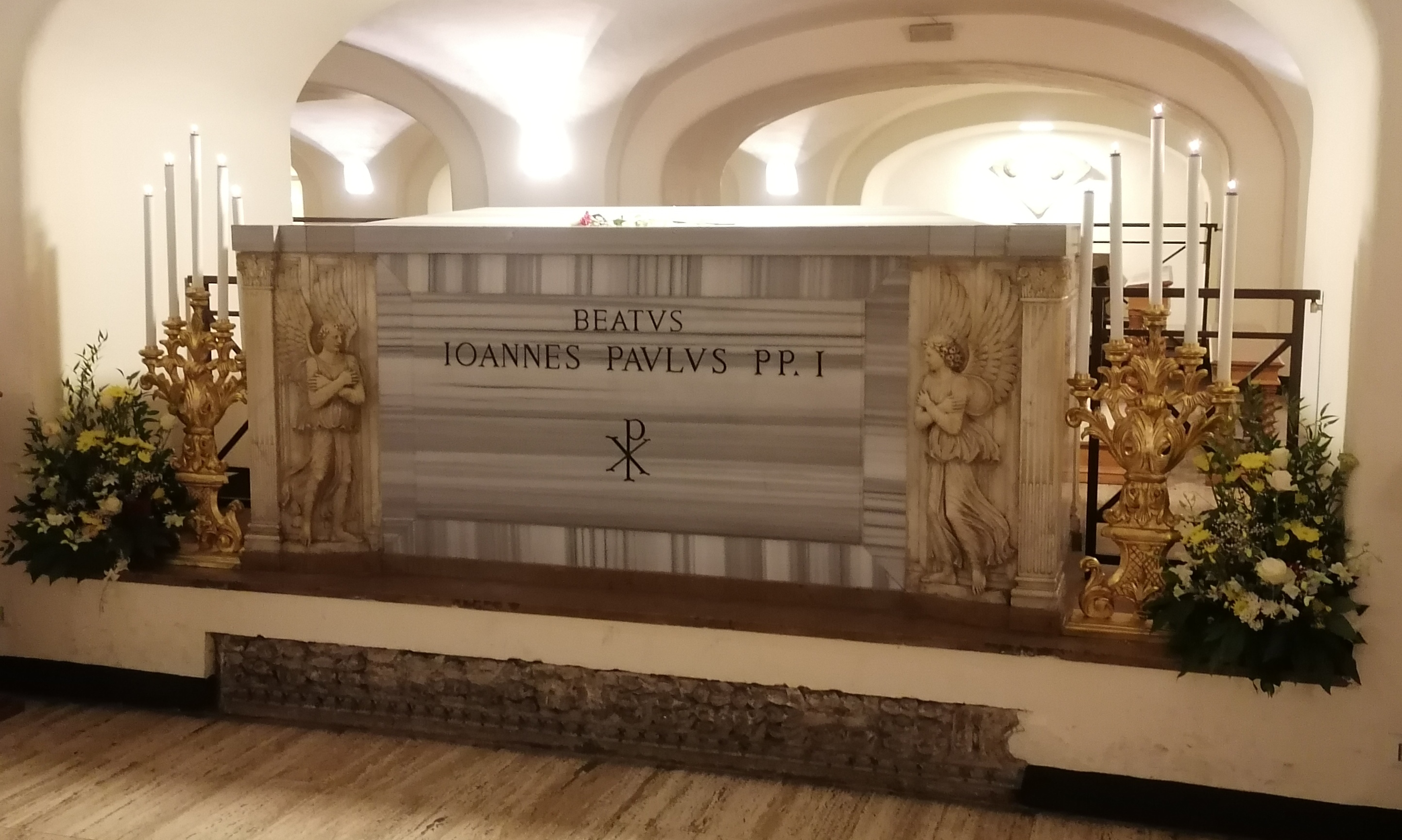
Tumba de João Paulo I.

O Vaticano afirma que o papa João Paulo I morreu de um ataque cardíaco em sua cama, e que a autópsia não foi realizada devido à oposição de alguns membros da família. Alguns aspectos desta declaração oficial, no entanto, foram mais tarde contrariada: não foi o irlandês John Magee (então bispo), que foi secretário pessoal dos papas Paulo VI, João Paulo I e João Paulo II, a primeira pessoa a encontrar o cadáver do papa, mas uma das freiras que cuidavam de afazeres domésticos, como foi conhecido em 1988;a família do falecido papa, em 1991, revelou que não faleceu em sua  cama, mas em seu escritório ; e, além disso, teria sido feito uma autópsia, de acordo com outros relatórios.  Estas inconsistências oficiais, juntamente com outros fatores de desenvolvimento econômico, têm dado origem a teorias conspiratórias que apontam para um envenenamento do pontífice.
Um dos inúmeros boatos surgidos após a morte de João Paulo I diz que seu pontificado entrara em choque com ideias e interesses da Opus Dei.
Sua saída repentina do cenário daria espaço a setores da Igreja ligados à Cúria Romana, mais empenhados em combater as tendências socialistas então emergentes no clero em vários países. Alguns especuladores reforçaram a tese com a eleição de João Paulo II, um pontífice conservador em relação a diversas questões, como contracepção e política. De fato, o ainda bispo Luciani desejara ao menos uma revisão das posições tradicionais da Igreja Católica sobre estes temas, consultando-se com especialistas em reprodução humana e com filósofos e pensadores de distintas religiões.[carece de fontes?]
Existem também algumas teses que defendem que os negócios pouco claros entre o Banco Ambrosiano e o Banco do Vaticano foram o motivo do seu assassinato perpetrado pela alta hierarquia da Igreja Católica em cumplicidade com a máfia ligada ao Banco Ambrosiano e as irmandades secretas maçônicas, já que o objetivo deste Papa seria a denúncia de crimes econômicos e tencionando começar esse desafio pessoal dentro da igreja.
Alguns teóricos da conspiração ligam a morte de João Paulo (em setembro de 1978) com a imagem do "bispo vestido de branco", dito ter sido visto por Lúcia Santos e os seus primos Jacinta Marto e Francisco Marto, durante as aparições de Nossa Senhora de Fátima em 1917 . Em uma carta a um colega, João Paulo disse que ele estava profundamente comovido por ter encontrado com Lucia e prometeu realizar a Consagração na Rússia.

## Livro de David Yallop
O jornalista britânico David Yallop publicou em 1984, após longa pesquisa, a obra Em nome de Deus (In God's Name), na qual oferece pistas sobre uma possível conspiração para matar João Paulo I. A dar-se crédito às fontes de Yallop (que incluem inúmeros clérigos e habitantes da cidade do Vaticano), João Paulo I esboçara, no início de seu breve pontificado, uma investigação sobre supostos esquemas de corrupção no IOR (Istituto per le Opere di Religione, a mais poderosa instituição financeira do Vaticano, vulgo Banco do Vaticano), que possuía muitas ações do Banco Ambrosiano. O Banco do Vaticano perdeu cerca de um quarto de bilhão de dólares. Logo após eleger-se papa, ele ficara a par de inúmeras irregularidades no Banco Ambrosiano, então comandado por Roberto Calvi, conhecido pela alcunha de "Banqueiro de Deus" por suas íntimas relações com o IOR. Esta corrupção foi real e é conhecida por ter envolvido o chefe do Banco do Vaticano, Paul Marcinkus, juntamente com Calvi Calvi era um membro da P2, uma loja maçônica italiana ilegal. Ele foi encontrado enforcado numa ponte em Londres, depois de ter desaparecido antes da corrupção se tornar pública. Sua morte foi inicialmente dada como suicídio, e um segundo inquérito - ordenado por sua família -, em seguida, retornou a um "veredicto aberto".
Entre os envolvidos no esquema, estaria o então secretário de Estado do Vaticano e Camerlengo, Jean Villot, o mafioso siciliano Michele Sindona, o cardeal de Chicago John Cody e o bispo Paul Marcinkus, então presidente do Banco do Vaticano. As nebulosas movimentações financeiras destes não passaram despercebidas pelo "Papa Sorriso". Tambem são citados supostos membros da loja maçônica P2, como Licio Gelli (deve-se ressaltar que pertencer a essa comunidade secreta sempre foi e ainda é considerado motivo de excomunhão pela Igreja Católica).
A Cúria Romana como um todo teria rechaçado o perfil humilde e reformista de João Paulo I. Diversos episódios no livro corroborariam essa tendência: o "Papa Sorriso" sempre repudiou ostentação, luxo e formalidades; para ficar num exemplo, ele detestava a sedia gestatória, a liteira papal (argumentando que, por mais que fosse o líder espiritual de quase mil milhões de católicos, não se sentia importante a ponto de ser carregado nos ombros de pessoas). Após muita insistência curial, ele passou a usá-la.
Yallop cita a digitalina (veneno extraído da planta com o mesmo nome) como a droga usada para pôr fim ao pontificado de João Paulo I. Essa toxina demora algumas horas para fazer efeito; Yallop defende que uma dose mínima de digitalina, acrescentada à comida ou à bebida do papa, passaria despercebida e seria suficiente para levar ao óbito. E para o autor de Em nome de Deus, teria sido muito fácil, para alguém que conhecesse os acessos à cidade do Vaticano, penetrar nos aposentos papais e cometer um crime dessa natureza.
Outras obras de investigação fontes também lançam a teoria de envenenamento: o livro El día de la cuenta do sacerdote espanhol Jesús López Sáez, pressume que o Papa foi envenenado com uma forte dose de um vasodilatador.
Sem se deter na morte de João Paulo I, Yallop ainda insinuou que João Paulo II seria conivente com todas as irregularidades detectadas no breve pontificado de seu antecessor.

## Livro de John Cornwell
As teorias defendidas por Yallop foram parcialmente refutadas pelo escritor John Cornwell, também britânico, em seu livro A Thief in the Night (Um Ladrão na Noite). Em diversos tópicos, como o horário e a causa da morte do Papa, Cornwell contesta as afirmações e provas de Yallop e oferece sua versão, mantendo o debate aberto. Os que defendem as teses expostas em Em Nome de Deus afirmam que Cornwell seria ligado a personalidades influentes da Cúria Romana, embora apontem como ocorrências incomuns a estranheza da maneira como se deu o rápido embalsamamento do papa, as notícias contraditórias sobre quem encontrou o corpo e o fato de João Paulo I não ter sido devidamente atendido por médicos através de procedimentos para a prevenção de sua morte e a corrupção que envolvia Marcinkus.

## Abbé Georges de Nantes
O teólogo tradicionalista Abbé Georges de Nantes passou grande parte de sua vida construindo um caso de assassinato contra o Vaticano, coletando depoimentos de pessoas que conheceram o Papa, antes e após a sua eleição. Seus escritos entram em detalhes sobre os bancos e sobre a suposta descoberta de João Paulo I de alguns sacerdotes maçons no Vaticano, juntamente com uma série de suas propostas de reformas e devoção a Fátima .

## Livro de Antoni Raimondi
Num livro publicado em 2019, Antoni Raimondi, sobrinho do mítico Lucky Luciano e um dos mais ativos mafiosos do final do século XX, revela num livro de memórias que matou João Paulo I.
Segundo o livro, Paul Marcinkus terá advertido Raimondi para a intenção de João Paulo I de tornar públicos vários documentos que, alegadamente, seriam prova de que o Vaticano estava envolvido numa fraude financeira na ordem dos mil milhões de euros, relacionada com a venda de certificados de ações falsos, que mostravam posições do Vaticano em empresas como a IBM ou a Coca-Cola — o que, muito provavelmente, levaria à condenação de vários membros do Vaticano.
O plano para travar essa denúncia consistia em dar a tomar um chá com um calmante a João Paulo I, para que pudessem entrar nos aposentos enquanto o Papa estava a dormir, e administrar pessoalmente uma dose letal de cianeto. O efeito do calmante deveria durar tempo suficiente para que pudesse voltar a sair sem problemas. “Fiquei à porta dos aposentos [do Papa] enquanto serviam o chá”, escreve no livro, antes de acrescentar que quem administrou o veneno foi mesmo Paul Marcinkus, enquanto o mafioso permanecia à porta. “Fiz muitas coisas no meu tempo, mas não queria estar ali quando matassem o Papa. Sabia que isso me compraria um bilhete de ida para o inferno”, acrescenta.
Dado o alarme, Marcinkus foi um dos primeiros a socorrer o Papa que saberia estar sem vida. Quando os meios de salvamento chegaram, nada havia a fazer.

## Suposta previsão de Nostradamus
Em sua obra Centúrias, o profeta francês do século XVI Nostradamus teria previsto a morte de um papa em circunstâncias muito semelhantes às de um suposto assassinato de João Paulo I (profecia relatada na Centúria 10, Quadra 12), embora não estejam específicas outras circunstâncias, como nome e época:
O papa eleito será traído por seus eleitores,
Esta pessoa prudente será reduzida ao silêncio.
Eles o matarão porque ele era muito bondoso,
Atacados pelo medo, eles conduzirão sua morte à noite.

## Cultura popular
- O livro de Malachi Martin Vatican: A Novel [23] é um romance com base na história papal recente. Embora oficialmente um trabalho de ficção, Martin propõe a teoria de que o papa foi assassinado pela União Soviética, porque iria abdicar da política benigna de seus dois antecessores, João XXIII e Paulo VI no sentido de acomodar o comunismo, e novamente condená-lo como uma ideologia totalitária ateia. Martin acredita que a estrutura da Igreja foi infiltrada por décadas por agentes Illuminati que alcançaram posições de influência e de alta patente, como Jean-Marie Villot, naquela época Cardeal Secretário de Estado.

- O filme de 1990, O Poderoso Chefão III,[24] apresentou um elemento da história retratando a Società Generale Immobiliare a maior empresa imobiliária do mundo, cujo antigo maior acionista era a Santa Sé e o Banco do Vaticano envolvidos no crime organizado durante e depois da morte do velho papa e a eleição de um cardeal fictício chamada Lamberto ao papado. Lamberto leva o nome papal de "João Paulo I" e, como o real Papa João Paulo I, ele morre misteriosamente; depois de um secretário entrar em seu quarto para lhe dar uma xícara de chá, que "iria ajudá-lo dormir", o Papa dorme em paz, porém, mais tarde, uma freira entra no mesmo quarto e tenta acordá-lo de seu sono, verificando que o mesmo está sem vida.

- O romance do escritor português Luís Miguel Rocha intitulado O Último Papa e publicado em 2008, apoia a teoria de que João Paulo I foi assassinado.[25]

- Em The Company: A Novel of the CIA por Robert Littell, o Papa João Paulo I é assassinado por um assassino contratado pela KGB.

- The Last Confession é uma peça escrita por Roger Crane. É um thriller que acompanha as tensões dramáticas, crises de fé, e manobras políticas dentro do Vaticano em torno da morte do Papa João Paulo I. A peça percorreu o Reino Unido na primavera de 2007, antes de ser transferida para o Teatro Haymarket, com um elenco que inclui David Suchet. Posteriormente, foi transmitido pela BBC Radio 4 em 4 de outubro de 2008. Em outubro de 2010, a peça foi levada para a Europa continental pelo Grupo de Teatro Antuérpia "De Speling".

## Ver Também
- Lista de papas assassinados
- Loja P2, Propaganda Dois
- Banco Ambrosiano
- Críticas e teorias de conspiração envolvendo o Papa João XXIII